# Andreas Rinke
Andreas Rinke (* 1961 in Mainz) ist Journalist und Autor.

## Leben
Andreas Rinke studierte Geschichte und Politik in Hannover, London und Paris. Er promovierte an der Universität Hannover in Geschichte.
Von 1986 bis 1999 arbeitete er als Journalist für die Hannoversche Allgemeine Zeitung. 2000 wechselte er zum Handelsblatt nach Berlin, wo er 2003 stellvertretender Leiter des Berlin-Büros wurde. Schwerpunktmäßig war er für die Bereiche Außen- und Sicherheitspolitik sowie das Kanzleramt zuständig. 2010 wechselte er zum deutschen Dienst der internationalen Nachrichtenagentur Reuters. Seit 2011 arbeitet er dort als politischer Chefkorrespondent, „Kanzler-Watcher“ und Teamleiter Politik.
Er ist Autor verschiedener Bücher und Publikationen in Zeitschriften.
Rinke schrieb zusammen mit Christian Schwägerl das 2012 erschienene und 2015 aktualisierte Buch 11 drohende Kriege. Darin werden Konfliktszenarien für das 21. Jahrhundert in Feldern wie Weltraum, Ernährung, Informationstechnologie, Gehirnforschung und Demografie vorgestellt.
2016 veröffentlichte er ein Buch über Bundeskanzlerin Angela Merkel, das Merkel-Lexikon. Darin beschreibt er in mehr als 300 Stichworten Denken und Handeln der Kanzlerin, die er seit 2005 beobachtet.
Rinke ist verheiratet und hat zwei Kinder.

## Bücher
- Le grand retour. Die französische Displaced-Persons-Politik (1944 - 1951). Peter Lang Verlag, Frankfurt am Main 2002, ISBN 3-631-37863-7
- mit Christian Schwägerl: 11 drohende Kriege. Die künftigen Konflikte um Technologien, Rohstoffe, Demographie und Nahrung. Aktualisierte Neuauflage. btb Verlag, München 2015, ISBN 978-3-442-71360-8
- Das Merkel-Lexikon. Die Kanzlerin von A–Z. zu Klampen Verlag, Springe 2016, ISBN 978-3-86674-540-7

## Weitere Publikationen (Auswahl)
- mit Reinhard Mucker: Die Verarbeitung nationaler Katastrophen: Der Erste Weltkrieg als Beispiel für die Legitimationsfunktion von Geschichte in europäischen Lehrbüchern. In: Internationale Schulbuchforschung, 8. Jg., Georg-Eckert-Institut für internationale Schulbuchforschung, Braunschweig 1986, S. 87–109
- Die EU-Kanzlerin. Angela Merkel überträgt ihren Regierungsstil auf die europäische Ebene. In: Internationale Politik, 1/2011, S. 1–5
- Eingreifen oder nicht? Warum sich die Bundesregierung in der Libyen-Frage enthielt. In: Internationale Politik, 4/2011, S. 44–52
- mit Christian Schwägerl: Die erforschte Zukunft. Warum Szenarien helfen, sich auf kommende Sicherheitsgefahren einzustellen. In: Internationale Politik 2/2012, S. 88–93
- Raus ins Rampenlicht. Die Genese der „neuen deutschen Außenpolitik“. In: Internationale Politik 4/2014, S. 8–13

## Pressestimmen zum Merkel-Lexikon
- Walther, Rudolph: Kanzlerin - Ein Nachschlagewerk, ein Lexikon über Angela Merkel. Ist das jetzt Merkiavellismus? Oder was?. In: taz, 4. März 2017
- Detjen, Stephan: Gegengift für postfaktische Rhetorik - "Merkel-Lexikon" veröffentlicht. In: Deutschlandfunk "Andruck", 5. Dezember 2016
- Günter Bannas: Von Abschottung bis Zwei-Wort-Politik. In: FAZ, 4. Oktober 2016